# Sinalização por canal comum número 7
O sistema de sinalização por canal comum número 7 é aquele onde temos um canal específico para troca de sinalização, isto é, um dos canais ao invés de trafegar informações digitalizadas da conversação é utilizado somente para enviar informações de sinalização comum a diversas chamadas, sendo por este motivo, este tipo de sinalização, denominado também de sistema de sinalização por canal comum número 7 ou, simplesmente, sistema de sinalização número 7 (SS7).
O sistema de sinalização número 7 foi desenvolvido especialmente para funcionar em centrais digitais de comutação (central telefônica), com o objetivo de extrair maiores vantagens desse tipo de tecnologia. Pode-se dizer quer o Sistema de Sinalização Número 7 é essencialmente uma rede de pacotes. A informação de sinalização é carregada em pacotes de dados entre as centrais telefônicas de maneira semelhante àquela usada pelas redes de pacotes X.25 ou uma outra rede de comutação de pacotes. Essa rede de comutação de pacotes, a rede SS7, agrega-se à rede telefônica (Rede de Telecomunicações) existente, adicionando novas funcionalidades e serviços de comunicação.

## Protocolo de Comunicação
Quando duas centrais digitais de comutação estiverem interligadas e utilizando o sistema de sinalização número 7, vários tipos de informação trafegam pelo canal de sinalização:
- Sinais necessários para estabelecimento de conexão;
- Sinais de controle e gerência da rede de comunicação;
- Dados de tarifação.

O SS7 possibilita à rede a transferência de dados de sinalização de maneira rápida e com alta confiabilidade, utilizando-se de protocolo estruturado, padronizado pelo ITU (União Internacional de Telecomunicações). Exatamente esse protocolo de comunicação foi chamado de sinalização número 7.
Quando duas centrais telefônicas têm que estabelecer um caminho de conversação entre elas, as mesmas seguem uma rotina que é conhecida por ambas as partes. Pode-se dizer que essa conversação ocorre da seguinte maneira:
1. Envio da sinalização de linha pela central origem.
2. Reconhecimento da sinalização de linha pela central destino.
3. Troca da sinalização de registro entre as partes.
4. Estabelecimento do caminho de conversação com o envio de tons.
5. Conversação (ou não, dependendo se o assinante B atender).
6. Troca novamente de sinalização de linha.
7. Liberação do caminho de conversação.

## Conceito de Protocolo de Comunicação
Foi visto que as centrais telefônicas para estabelecer um caminho de conversação, seguem um conjunto de procedimentos pré-determinados. A este conjunto de regras denomina-se protocolo de comunicação.

## Vantagens do Sistema de Sinalização Número 7
Podemos citar um grande número de vantagens e facilidades acrescentadas à rede de telecomunicações existente com o uso do sistema de sinalização número 7, em contraste com o sistema tradicional.
O primeiro benefício é o aumento da largura de banda para a sinalização das chamadas. O canal de voz tem sob sua responsabilidade a tarefa de carregar voz ou dados. O sistema de sinalização número 7 fornece uma largura de banda adicional, um protocolo padronizado para o envio de informações entre equipamentos de diferentes fornecedores, aumentando a velocidade de transmissão dos dados.
A rede SS7, depois de implantada, pode retornar a longo prazo um aumento de 10% na taxa de utilização da rede, além dos serviços agregados já mencionados aqui anteriormente. Podemos citar como vantagens gerais do SS7:
- Viabilidade dos serviços “Toll Free” do tipo 0800 e 0300.
- Novos serviços para assinantes locais.
- Serviços avançados para rede inteligente.
- Conectividade de redes RDSI.
- Serviço móvel celular.

Pelo fato de que o SS7 transmitir a sinalização no formato de mensagens sobre uma rede dedicada de alta velocidade, o SS7 utiliza a rede de voz mais eficientemente. 
Podemos citar como vantagens decorrente da eficiência:
- Liberação de espaço na rede de voz e dados, permitindo até 10% no aumento de uso da rede. Os canais de voz não mais precisam fornecer 8 kbps para bits de sinalização.
- Permite aos sinais trafegarem mais rápido permitindo uma melhor gerência da rede: o tempo de conexão da chamada passa a ser menor, basicamente porque a sinalização pode ser trocada em um canal full-duplex.
- Fornece redundância e detecção/correção de erros para aumento de confiabilidade.
- Diminuição do risco de fraude porque o usuário não tem mais acesso direto ao sistema de sinalização.
- Permite futura evolução dos serviços devido aos campos reservados no pacote que carrega as mensagens.